# Мякса (река)
Мя́кса — река в России, протекает по Череповецкому району Вологодской области. Устье реки находится в Рыбинском водохранилище у села Мякса. Длина реки составляет 24 км. Берёт начало у лесного урочища Починок.
Основные притоки — реки Путорня (левый), Цепеловка (правый), Бродец (левый). На реке расположено село Мякса и деревни Вощажниково, Шилово, Степанцево. В верхнем течении протекает через елово-осиновый лес.

## Данные водного реестра
По данным государственного водного реестра России относится к Верхневолжскому бассейновому округу, водохозяйственный участок реки — Рыбинское водохранилище до Рыбинского гидроузла и впадающие в него реки, без рек Молога, Суда и Шексна от истока до Шекснинского гидроузла, речной подбассейн реки — Реки бассейна Рыбинского водохранилища. Речной бассейн реки — (Верхняя) Волга до Куйбышевского водохранилища (без бассейна Оки).
По данным геоинформационной системы водохозяйственного районирования территории РФ, подготовленной Федеральным агентством водных ресурсов:
- Код водного объекта в государственном водном реестре — 08010200412110000009687
- Код по гидрологической изученности (ГИ) — 110000968
- Код бассейна — 08.01.02.004
- Номер тома по ГИ — 10
- Выпуск по ГИ — 0